# Erling Haaland
Erling Braut Haaland, rođen kao Erling Braut Håland (Leeds, 21. srpnja 2000.) norveški je nogometaš koji igra na poziciji napadača. Trenutačno je igrač Manchester Cityja.

## Rani život
Erling Haaland rođen je 21. srpnja 2000. u Leedsu, Engleska. U to je vrijeme njegov otac Alf-Inge Håland igrao za Leeds United koji se tada natjecao u Premier ligi. Godine 2004. Erling se preselio u Bryne, mjesto u Norveškoj u kojem su prije živjeli njegovi roditelji. Erling je u mladosti osim nogometa trenirao i rukomet, golf te atletiku. Također je navodno 2006. za svoju dobnu skupinu postavio svjetski rekord u skoku u dalj s mjesta, skočivši 1,63 metra.

## Klupska karijera

### Bryne
Kao petogodišnjak pridružio se akademiji lokalnog kluba Bryne FK. Tijekom sezone 2015./16. Haaland je za rezervnu momčad Brynea postigao 18 golova u 14 utakmica. Za prvu momčad kluba debitirao je 12. svibnja 2016. kao petnaestogodišnjak u drugoligaškoj utakmici protiv Ranheima od kojeg je Bryne izgubio 1:0.
Haaland je isprva igrao za prvu momčad Brynea kao krilo, a kasnije je prebačen na poziciju središnjeg napadača. Unatoč tome što u svojoj prvoj sezoni za klub nije postigao niti jedan zgoditak, Hoffenheim ga je pozvao na probu. Haaland je na kraju prešao u redove Moldea koji je tada vodio Ole Gunnar Solskjær. Haaland je za Bryne sveukupno nastupao 16 puta.

### Molde
Dana 1. veljače 2017. objavljeno je da je Haaland potpisao ugovor s Moldeom. Dana 26. travnja 2017. Haaland je postigao svoj prvi gol za klub u svojem debitantskom nastupu za klub i to u utakmici kupa protiv Volde TI koja je izgubila 2:3. U ligi je debitirao 4. lipnja 2017. protiv kluba Sarpsborg 08. Na toj je utakmici ušao kao zamjena u 71. minuti, a u 77. minuti postigao je jedini gol na utakmici. U svojoj prvoj sezoni Haaland je postigao 4 gola u 20 utakmica.
Dana 1. srpnja 2018. Haaland je postigao 4 gola u prvih 21 minute utakmice protiv Branna koji je poražen 0:4. Nakon te utakmice Ole Gunnar Solskjær, trener Moldea, usporedio je Haalandov način igranja s Romeluom Lukakuom te je otkrio da je klub odbio nekoliko ponuda za Haalanda od raznih klubova. Zbog svojih nastupa u 2018. imenovan je probojem godine. Te je godine postigao 16 golova u 30 klupskih utakmica te je bio najbolji strijelac Moldea.

### Red Bull Salzburg

#### Sezona 2018./19.
Dana 19. kolovoza 2018. Red Bull Salzburg objavio je da će Haaland prijeći u njihove redove 1. siječnja iduće godine. Za Red Bull Salzburg debitirao je 17. veljače u utakmici četvrtfinala kupa protiv Wiener Neustädtera koji je izgubio utakmicu 1:2. U ligi je debitirao 24. veljače kada je Rapid Beč porazio Red Bull Salzburg 2:0. Svoj prvi gol za klub postigao je 12. veljače kada je Red Bull Salzburg u ligi pobijedio LASK 2:1.

#### Sezona 2019./20.
Svoj prvi klupski hat-trick postigao je 19. srpnja u kupu protiv kluba SC-ESV Parndorf 1919 koji je izgubio 7:1. Svoj drugi klupski hat-trick postigao je u ligi 10. kolovoza protiv Wolfsbergera s kojim je Red Bull Salzburg igrao 5:2. Dana 14. rujna postigao je svoj treći klupski hat-trick i to protiv TSV Hartberga kojeg je Red Bull Salzburg dobio 7:2. To je bila šesta utakmica zaredom u kojoj je Haaland postigao barem jedan gol te je na tih šest utakmicama postigao jedanaest golova. Tri dana kasnije Haaland je ostvario svoji prvi nastup u UEFA Ligi prvaka i to protiv Genka koji je poreažen rezultatom 6:2. U prvom poluvremenu te utakmice Genku je zabio tri gola te je tako postigao svoj četvrti hat-trick za klub.
U svojim idućim dvima utakmicama u UEFA Ligi prvaka, Haaland je zabio gol Liverpoolu (4:3 za Liverpool) te dva Napoliju (3:2 za Napoli). Time je postao drugi tinejdžer u povijesti natjecanja koji je postigao gol u svakom od svoja prva tri nastupa u tom natjecanju. Sa svojih šest postignutih golova, Haaland je bio najbolji strijelac prve tri utakmice grupne faze. U uzvratnoj utakmici protiv Napolija koja je završila 1:1, Haaland je zabio iz penala. Tim je golom postao prvi tinejdžer te četvrti igrač bilo koje dobi, nakon Zéa Carlosa, Alessandra Del Piera i Diega Coste, koji je zabio gol u svakom od svojih prva četiri nastupa u UEFA Liga prvaka. Dana 10. studenog Haaland je u ligaškoj utakmici protiv Wolfsbergera koja je završila 0:3 postigao svoj peti hat-trick u sezoni te drugi protiv tog kluba.
U svojoj petoj utakmici u UEFA Ligi prvaka, odigranoj protiv Genka kojeg je Red Bull porazio rezultatom 1:4, Haaland je ušao s klupe te pritom postigao jedan gol za svoj klub. Haaland je tako postao prvi tinejdžer te šesti igrač bilo koje dobi, nakon Alessandra Del Piera, Serhija Rebrova, Neymara, Cristiana Ronalda i Roberta Lewandowskog, koji je uspio zabiti gol u svakoj od prvih pet utakmica grupne faze tog natjecanja. U zadnjoj utakmici grupne faze Liverpool je porazio Red Bull Salzburg 2:0 te je Red Bull Salzburg ispao iz UEFA Lige prvaka. Ta utakmica bila je ujedno i Haalandova zadnja za klub. U sezoni 2019./20. za Red Bull Salzburg postigao je 28 golova u 22 nastupa, a tijekom obje sezone za klub postigao je 29 golova u 27 utakmica.

### Borussia Dortmund
Unatoč tome što je navodno bio meta Manchester Uniteda i Juventusa, 29. prosinca 2019. objavljeno je da je Haaland potpisao ugovor s Borussijom Dortmund na četiri i pol godine. Iznos ovog transfera iznosio je oko 20 milijuna eura.

#### Sezona 2019./20.
Za Borussiju Dortmund debitirao je u ligi 18. siječnja 2020. protiv Augsburga kojeg je Borussia dobila 3:5. Haaland je na toj utakmici ušao kao zamjena u drugom poluvremenu te je već nakon 23 minute postigao svoj prvi hat-trick za klub. Time je postao drugi igrač u povijesti kluba koji je zabio tri gola na svojem debiju (prvi je bio Pierre-Emerick Aubameyang). Šest dana kasnije Borussia je igrala lokalni derbi protiv Kölna koji je završio 5:1). Haaland je i na toj utakmici ušao kao zamjena u drugom poluvremenu. 12 minuta kasnije postigao je svoj prvi gol na toj utakmici, a 10 minuta kasnije svoj drugi na utakmici. Tom je utakmicom Haaland postao prvi igrač koji je postigao pet golova u svoje prve dvije utakmice Bundeslige te igrač kojem je trebalo najmanje vremena da postigne pet golova u svoje prve dvije utakmice Bundeslige. Unatoč tome što je u siječnju 2020. igrao samo oko sat vremena u Bundesligi, proglašen je najboljim igračem u Bundesligi za taj mjesec. Dana 1. veljače Haaland je postigao dva gola na utakmici protiv Uniona Berlin koju je Borussia dobila 5:0 te je tako postao prvi igrač u povijesti Bundeslige koji je postigao gol u svoja prva tri nastupa u tom natjecanju.
Dana 18. veljače Haaland je u utakmici osmine finala protiv Paris Saint-Germaina koji je poražen 2:1 postigao dva gola. Time je podigao svoj broj postignutih golova u UEFA Ligi prvaka 2019./20. sa šest na osam. Borussia Dortmund je 11. ožujka u uzvratnoj utakmici izgubila 2:0 od Paris Saint-Germaina te je tako ispala iz UEFA Lige prvaka 2019./20. Zbog pandemije COVID-19 došlo je do prekida Bundeslige. U prvoj utakmici nakon prekida, odigranoj 16. svibnja protiv Borussijinog rivala Schalkea i koja je završila 4:0, Haaland je postigao prvi gol na utakmici koji je ujedno bio i njegov deseti u toj sezoni Bundeslige. Dana 20. lipnja Haaland je postigao jedina dva gola na utakmici protiv RB Leipziga. Tom je pobjedom Borussia osigurala 2. mjesto u Bundesligi koje garantira nastup u grupnoj fazi UEFA Lige prvaka 2020./21. Tijekom sezone 2019./20. Haaland je za Red Bull Salzburg i Borussiju Dortmund postigao 44 gola u 40 utakmica.

#### Sezona 2020./21.
U utakmici prvog kola nove sezone Bundeslige odigrane 19. rujna 2020. protiv Borussije Mönchengladbach, a koja je završila 3:0, Haaland je postigao dva gola. U utakmici DFL-Supercupa odigranoj 30. rujna, Haaland je zabio gol Bayern Münchenu za 2:2, no Borussia je na kraju izgubila 3:2. U prvom ligaškom susretu između ta dva kluba odigranom 7. studenog, Haaland je ponovno bio strijelac za Borussiju Dortmund, no njegova je momčad ponovno izgubila istim rezultatom kao i u DFL-Supercupu. Dana 21. studenog Haaland je postigao tri gola u 32 minute ligaške utakmice u kojoj je Hertha Berlin izgubila 2:5. Zbog tih pet golova postignutih u studenom 2020., po drugi je put u karijeri bio proglašen igračem mjeseca Bundeslige. U grupnoj fazi UEFA Lige prvaka 2020./21. postigao je šest golova, uključujući dva u svojoj 12. utakmici UEFA Lige prvaka odigranoj 24. studenog protiv Club Bruggea koji je bio poražen 3:0. Golovima na toj utakmici postao je igrač koji je u najmanje nastupa postigao 15 i 16 golova u UEFA Ligi prvaka. Borussia Dortmund je 2. prosinca uoči pete utakmice grupne faze UEFA Lige prvaka protiv Lazija objavila da Haaland zbog ozljede neće moći igrati do kraja kalendarske godine.
Na teren se vratio 3. siječnja 2021. kada je Borussia u ligi pobijedila Wolfsburg 2:0. Šest dana kasnije postigao je dva gola u ligaškoj utakmici protiv RB Leipziga koji je izgubio 1:3. Dana 22. siječnja postigao je dva gola u ligaškoj utakmici u kojoj je njegov klub izgubio 2:4 od Borussije Mönchengladbach. U prvoj utakmici osmine finala UEFA Lige prvaka odigrane 17. veljače protiv Seville koja je izgubila 2:3, Haaland je zabio dva gola te je asistirao za još jedan. Haaland je 6. ožujka zabio dva gola tijekom prvih deset minuta ligaške utakmice protiv Bayern Münchena od kojeg je Borussia izgubila 2:4. Haalandov drugi gol na toj utakmici bio je ujedno i 100. u njegovoj seniorskoj karijeri. Do te je brojke došao nakon samo 146 odigranih utakmica.
U uzvratnoj utakmici osmine finala UEFA Lige prvaka odigrane 9. ožujka protiv Seville s kojom je Borussia igrala 2:2, Haaland je postigao dva gola. Sa samo 14 nastupa u tom natjecanju, Haaland je postigao 20 golova što ga je učinilo najmlađim igračem koji je postigao toliko golova, igračem koji je uspio u najmanji broj utakmica postići 20 golova te prvim igračem koji je uspio postići više golova na jednoj utakmici četiri puta zaredom. Nakon što je propustio dvije utakmice zbog ozljede, Haaland se vratio u početni sastav Borussije 13. svibnja kada je njegov klub igrao finale DFB-Pokala protiv RB Leipziga. Haaland je postigao dva gola na toj utakmici koja je završila 4:1. To je bio prvi naslov koji je osvojio s klubom.  Haaland je u sezoni 2020./21. postigao 41 gol, od kojih je 27 postigao u Bundesligi. Osvojio je nagradu za najboljeg igrača sezone Bundesligu kojeg biraju navijači. U UEFA Ligi prvaka je sa svojih deset postignutih golova bio najbolji strijelac. Osvojio je nagradu za najboljeg napadača za tu sezonu UEFA Lige prvaka.

#### Sezona 2021./22.
Haaland je započeo sezonu hat-trickom u utakmici prve runde DFB-Pokala odigrane 7. kolovoza 2021. protiv Wehen Wiesbadena koji je poražen 0:3. Sedam dana kasnije zabio je dva gola i asistirao za još tri u utakmici prvog kola Bundeslige 2021./22. odigrane protiv Eintracht Frankfurta s kojim je Borussia igrala 5:2.

### Manchester City

#### Sezona 2022./23.
Dana 10. svibnja 2022., engleski prvak Manchester City objavio je da je postigao dogovor o potpisivanju Haalanda nakon što je aktivirao njegovu otkupnu klauzulu od 60 milijuna eura (51,2 milijuna funti). Dana 13. lipnja 2022., City je službeno najavio da će se Haaland pridružiti klubu od 1. srpnja 2022. nakon što je potpisao petogodišnji ugovor.
Za Manchester City debitirao je 30. srpnja u utakmici FA Community Shielda 2022. u kojoj je Liverpool pobijedio 3:1. Dana 7. kolovoza debitirao je u Premier ligi i to protiv West Ham Uniteda. Tada je postigao jedina dva gola na utakmici. Dana 27. kolovoza Haaland je postigao hat-trick u ligaškoj utakmici protiv Crystal Palacea koja je završila 4:2. Četiri dana kasnije ponovno je postigao hat-trick i to protiv Nottingham Foresta koji je poražen s visokih 6:0. Dana 6. rujna Haaland je ostvario svoj klupski debi u UEFA Ligi prvaka te je postigao dva gola protiv Seville koja je izgubila susret 0:4. Time je postao prvi igrač u povijesti natjecanja koji je postigao 25 pogotka u 20 utakmica. Deset dana kasnije imenovan je najboljim igračem Premier lige za kolovoz 2022.
Dana 6. rujna  ostvario je svoj klupski debi u UEFA Ligi prvaka u utakmici protiv Seville kojoj je postigao dva gola te time postao prvi igrač koji je postigao 25 golova u 20 utakmica UEFA Lige prvaka. Haaland je 2. listopada postao prvi igrač u povijesti Premier lige koji je postigao hat-trick u tri domaća susreta zaredom. Tada je postigao tri gola i dvije asistencije u utakmici protiv Manchester Uniteda koja je završila 6:3. Tada je također postao igrač s najmanje nastupa u Premier ligi, a da je postigao tri hat-tricka. Dotadašnji držitelj rekorda bio je Michael Owen koji je postigao svoj treći hat-trick u svom 48. nastupu u Premier ligi 1998., dok je Haaland je postigao svoj treći hat-trick u svom 8. nastupu.
Haaland je 28. prosinca postigao dva gola u ligaškoj utakmici protiv Leeds Uniteda koji je poražen 1:3. Taj dan postigao je svoj 20. gol u Premier ligi te je s 14 nastupa u Premier ligi postao igrač s najmanje nastupa, a da je postigao 20 golova u tom natjecanju. Rekord je do tada držao Kevin Phillips sa sedam nastupa više. Dana 22. siječnja 2023. postigao je svoj četvrti hat-trick u Premier ligi i to protiv Wolverhampton Wanderersa kojeg je Manchester City pobijedio 3:0. Haaland je u toj utakmici postigao svoj 25. gol u Premier ligi i to u svom 19. nastupu. Mohamed Salah i Son Heung-min bili su najbolji strijelci prošle sezone Premier lige i to s 23 postignuta gola.
Dana 14. ožujka Haaland je postigao pet golova u utakmici osmine finale UEFA Lige prvaka 2022./23. protiv RB Leipziga koji je poražen s visokih 7:0. Haaland je tada izjednačio rekord za najviše postignutih golova u jednoj utakmici UEFA Lige prvaka. Taj rekord su dotada držali Lionel Messi i Luiz Adriano. Haaland je na toj utakmici postigao svoj 39. gol u sezoni te je time oborio rekord za najboljeg klupskog strijelca u jednoj sezoni. Rekord je dotada držao Tommy Johnson s 38 postignutih golova u sezoni 1928./29.  Haaland je također postao prvi igrač nakon Lionela Messija i Cristiana Ronalda koji je postigao dvoznamenkasti broj golova u više sezona UEFA Lige prvaka. Četiri dana kasnije, 18. ožujka, Haaland je u FA kupu postigao svoj šesti hat-trick u sezoni i to protiv Burnleyja koji je ispao iz natjecanja izgubivši 6:0.
Haaland je 11. travnja postigao svoj 45. gol u svim natjecanjima te sezone u utakmici četvrtfinala UEFA Lige prvaka protiv Bayerna. Time je oborio rekord igrača Premier lige za najveći broj golova u svim natjecanjima u jednoj sezoni. Dotada su rekord držali Ruud van Nistelrooij i Mohamed Salah s 44 postignuta gola u svim natjecanjima. Svoj 50. gol u sezoni Haaland je postigao Fulhamu koji je 30. travnja izgubio 1:2 u ligi.
Dana 3. svibnja 2023. zabio je svoj 35. gol u Premier Ligi i time oborio rekord za najveći broj golova u jednoj sezoni Premier Lige koji su držali Andy Cole i Alan Shearer s 34 gola. Tada je Manchester City dobio West Ham United 3:0. Tjedan dana kasnije Haaland je s rekordnih 82 % osvojio nagradu Football Writers' Associationa za igrača godine Premier lige, postavši četvrti igrač u povijesti koji je osvojio tu nagradu u svojoj prvoj sezoni u Premier ligi. Haalandov prvi osvojeni trofej s Manchester Cityjem bila je Premier liga koju je osvojio 20. svibnja. Četiri dana kasnije asistirao je Philu Fodenu u ligaškoj utakmici protiv Brightona koja je završila 1:1. te je sa sveukupnih 44 gola i asistencija oborio rekord Thierryja Henryja za najveći broj golova i asistencija u jednoj sezoni Premier lige, a da je ona imala 38 utakmica. Haaland je osvojio europsku Zlatnu kopačku, nagradu za najboljeg strijelca u Europi, kao i premierligašku Zlatnu kopačku za sezonu 2022./23. u kojoj je u 35 nastupa postigao rekordnih 36 golova.

#### Sezona 2023./24.
Haaland je 11. kolovoza 2023. započeo sezonu s dva pogotka u utakmici 1. kola Premier lige protiv Burnleyja koji je poražen 0:3. Pet dana kasnije s Cityjem je pobijedio Sevillu u utakmici UEFA Superkupa 2023. Dana 29. kolovoza osvojio je nagradu za najboljeg igrača Engleske prema izboru igrača. Dva dana kasnije osvojio je nagradu UEFA-e za igrača godine. Dana 2. rujna postigao je hat-trick i jednu asistenciju protiv Fulhama koji je izgubio 5:1 u Premier ligi. Tom utakmicom, 39. u Premier ligi, Haaland je postao igrač s najmanje utakmica u tom natjecanju, a da je sveukupno postigao 50 golova i asistencija. Do rada je rekord držao Andy Cole s 43 utakmice.

## Reprezentativna karijera
Tijekom svoje omladinske karijere nastupao je za sve selekcije Norveške od 15 do 21 godine.
Dana 27. ožujka 2018. zabio je hat-trick selekciji Škotske do 19 godina koja je izgubila utakmicu 4:5. Tom je pobjedom selekcija Norveška do 19 godina osigurala nastup na Europskom prvenstvu 2018. Dana 22. srpnja Haaland je zabio gol iz penala na utakmici grupne faze Europskog prvenstva do 19 godina protiv Italije s kojom je Norveška igrala 1:1.
Dana 30. svibnja 2019. Haaland je postigao čak devet golova na utakmici Svjetskog prvenstva do 20 godina protiv Hondurasa koji je poražen s visokih 12:0. Ta je utakmica najveća pobjeda norveške te najveći poraz honduraške reprezentacije do 20 godina. Haaland je na toj utakmici postavio rekord za najviše golova koje je postigao neki igrač na nekoj utakmici Svjetskog prvenstva do 20 godina. Ta pobjeda također je najveća pobjeda u povijesti tog natjecanja. Unatoč tome što je Norveška ispala u grupnoj fazi te što Haaland nije uspio zabiti u nijednoj drugoj utakmici tog natjecanja, Haaland je bio najbolji strijelac natjecanja te mu je dodijeljena Zlatna kopačka.
Za norvešku A selekciju debitirao je 5. rujna 2019. kada je Norveška pobijedila Maltu 2:0 u kvalifikacijskoj utakmici za Europsko prvenstvo 2020. Svoj prvi gol za A selekciju postigao je 4. rujna 2020. u utakmici Lige B UEFA Lige nacija 2020./21. u kojoj je Norveška izgubila 1:2 od Austrije. U istom je natjecanju tri dana kasnije postigao dva gola protiv Sjeverne Irske koja je izgubila 1:5. Svoj prvi hat-trick za norvešku A selekciju postigao je u istom natjecanju 11. listopada protiv Rumunjske koja je poražena 4:0. Svoj drugi hat-trick za norvešku A selekciju postigao je 7. rujna 2021. u kvalifikacijskoj utakmici za Svjetsko prvenstvo 2022. u kojoj je Gibraltar izgubio 5:1.

## Statistika

### Klupska statistika
Zadnji put ažurirano 28. kolovoza 2023.
| Klub                 | Sezona               | Liga                  | Liga    | Liga   | Kup     | Kup    | Europa  | Europa | Ostalo  | Ostalo | Sveukupno | Sveukupno |
| Klub                 | Sezona               | Liga                  | Nastupi | Golovi | Nastupi | Golovi | Nastupi | Golovi | Nastupi | Golovi | Nastupi   | Golovi    |
| -------------------- | -------------------- | --------------------- | ------- | ------ | ------- | ------ | ------- | ------ | ------- | ------ | --------- | --------- |
| Bryne 2              | 2015.                | 3. divisjon           | 3       | 2      | –       | –      | –       | –      | –       | –      | 3         | 2         |
| Bryne 2              | 2016.                | 3. divisjon           | 11      | 16     | –       | –      | –       | –      | –       | –      | 11        | 16        |
| Bryne 2              | Sveukupno            | Sveukupno             | 14      | 18     | –       | –      | –       | –      | –       | –      | 14        | 18        |
| Bryne                | 2016.                | 1. divisjon           | 16      | 0      | 0       | 0      | –       | –      | –       | –      | 16        | 0         |
| Molde 2              | 2017.                | 3. divisjon           | 4       | 2      | –       | –      | –       | –      | –       | –      | 4         | 2         |
| Molde                | 2017.                | Eliteserien           | 14      | 2      | 6       | 2      | –       | –      | –       | –      | 20        | 4         |
| Molde                | 2018.                | Eliteserien           | 25      | 12     | 0       | 0      | 5       | 4      | –       | –      | 30        | 16        |
| Molde                | Sveukupno            | Sveukupno             | 39      | 16     | 6       | 2      | 5       | 4      | –       | –      | 70        | 22        |
| Red Bull Salzburg    | 2018./19.            | Austrijska Bundesliga | 2       | 1      | 2       | 0      | 1       | 0      | –       | –      | 5         | 1         |
| Red Bull Salzburg    | 2019./20.            | Austrijska Bundesliga | 14      | 16     | 2       | 4      | 6       | 8      | –       | –      | 22        | 28        |
| Red Bull Salzburg    | Sveukupno            | Sveukupno             | 16      | 17     | 4       | 4      | 7       | 8      | –       | –      | 27        | 29        |
| Borussia Dortmund    | 2019./20.            | Njemačka Bundesliga   | 15      | 13     | 1       | 1      | 2       | 2      | –       | –      | 18        | 16        |
| Borussia Dortmund    | 2020./21.            | Njemačka Bundesliga   | 28      | 27     | 4       | 3      | 8       | 10     | 1       | 1      | 41        | 41        |
| Borussia Dortmund    | 2021./22.            | Njemačka Bundesliga   | 24      | 22     | 2       | 4      | 3       | 3      | 1       | 0      | 30        | 29        |
| Borussia Dortmund    | Sveukupno            | Sveukupno             | 67      | 62     | 7       | 8      | 13      | 15     | 2       | 1      | 89        | 86        |
| Manchester City      | 2022./23.            | Premier League        | 35      | 36     | 6       | 4      | 11      | 12     | 1       | 0      | 53        | 52        |
| Manchester City      | 2023./24.            | Premier League        | 3       | 3      | 0       | 0      | 0       | 0      | 1       | 0      | 4         | 3         |
| Sveukupno u karijeri | Sveukupno u karijeri | Sveukupno u karijeri  | 194     | 152    | 23      | 18     | 35      | 39     | 4       | 1      | 257       | 209       |

1. ↑  Uključuje Norveški nogometni kup, Austrijski nogometni kup i DFB-Pokal
2. 1 2  Nastup(i) u UEFA Europskoj ligi
3. 1 2 3 4 5 6  Nastupi u UEFA Ligi prvaka
4. 1 2  Nastup u DFL-Supercupu
5. ↑  Nastup u FA Community Shieldu
6. ↑  Nastup u FA Community Shieldu

### Reprezentativna statistika
Zadnji put ažurirano 20. lipnja 2023.
| Reprezentacija | Godina    | Odigrane utakmice | Golovi |
| -------------- | --------- | ----------------- | ------ |
| Norveška       | 2019.     | 2                 | 0      |
| Norveška       | 2020.     | 5                 | 6      |
| Norveška       | 2021.     | 8                 | 6      |
| Norveška       | 2022.     | 8                 | 9      |
| Norveška       | 2023.     | 2                 | 3      |
| Sveukupno      | Sveukupno | 25                | 24     |

Zadnji put ažurirano 20. lipnja 2023.
| #   | Datum               | Mjesto                                  | Nastup | Protivnik      | Pogodak | Rezultat | Natjecanje                                | Izvor   |
| --- | ------------------- | --------------------------------------- | ------ | -------------- | ------- | -------- | ----------------------------------------- | ------- |
| 1.  | 4. rujna 2020.      | Ullevaal Stadion, Oslo, Norveška        | 3.     | Austrija       | 1:2     | 1:2      | UEFA Liga nacija 2020./21. – Liga B       | [ 118 ] |
| 2.  | 7. rujna 2020.      | Windsor Park, Belfast, Sjeverna Irska   | 4.     | Sjeverna Irska | 2:1     | 5:1      | UEFA Liga nacija 2020./21. – Liga B       | [ 119 ] |
| 3.  | 7. rujna 2020.      | Windsor Park, Belfast, Sjeverna Irska   | 4.     | Sjeverna Irska | 5:1     | 5:1      | UEFA Liga nacija 2020./21. – Liga B       | [ 119 ] |
| 4.  | 11. listopada 2020. | Ullevaal Stadion, Oslo, Norveška        | 6.     | Rumunjska      | 1:0     | 4:0      | UEFA Liga nacija 2020./21. – Liga B       | [ 120 ] |
| 5.  | 11. listopada 2020. | Ullevaal Stadion, Oslo, Norveška        | 6.     | Rumunjska      | 3:0     | 4:0      | UEFA Liga nacija 2020./21. – Liga B       | [ 120 ] |
| 6.  | 11. listopada 2020. | Ullevaal Stadion, Oslo, Norveška        | 6.     | Rumunjska      | 4:0     | 4:0      | UEFA Liga nacija 2020./21. – Liga B       | [ 120 ] |
| 7.  | 2. lipnja 2021.     | Estadio La Rosaleda, Málaga, Španjolska | 11.    | Luksemburg     | 1:0     | 1:0      | Prijateljska utakmica                     | [ 121 ] |
| 8.  | 1. rujna 2021.      | Ullevaal Stadion, Oslo, Norveška        | 13.    | Nizozemska     | 1:0     | 1:1      | Kvalifikacije za Svjetsko prvenstvo 2022. | [ 122 ] |
| 9.  | 4. rujna 2021.      | Daugavas stadions, Riga, Latvija        | 14.    | Latvija        | 1:0     | 2:0      | Kvalifikacije za Svjetsko prvenstvo 2022. | [ 123 ] |
| 10. | 7. rujna 2021.      | Ullevaal Stadion, Oslo, Norveška        | 15.    | Gibraltar      | 2:0     | 5:1      | Kvalifikacije za Svjetsko prvenstvo 2022. | [ 124 ] |
| 11. | 7. rujna 2021.      | Ullevaal Stadion, Oslo, Norveška        | 15.    | Gibraltar      | 3:0     | 5:1      | Kvalifikacije za Svjetsko prvenstvo 2022. | [ 124 ] |
| 12. | 7. rujna 2021.      | Ullevaal Stadion, Oslo, Norveška        | 15.    | Gibraltar      | 5:1     | 5:1      | Kvalifikacije za Svjetsko prvenstvo 2022. | [ 124 ] |
| 13. | 25. ožujka 2022.    | Ullevaal Stadion, Oslo, Norveška        | 16.    | Slovačka       | 1:0     | 2:0      | Prijateljska utakmica                     | [ 125 ] |
| 14. | 29. ožujka 2022.    | Ullevaal Stadion, Oslo, Norveška        | 17.    | Armenija       | 1:0     | 9:0      | Prijateljska utakmica                     | [ 126 ] |
| 15. | 29. ožujka 2022.    | Ullevaal Stadion, Oslo, Norveška        | 17.    | Armenija       | 5:0     | 9:0      | Prijateljska utakmica                     | [ 126 ] |
| 16. | 2. lipnja 2022.     | Stadion Crvena zvezda, Beograd, Srbija  | 18.    | Srbija         | 1:0     | 1:0      | UEFA Liga nacija 2022./23. – Liga B       | [ 127 ] |
| 17. | 5. lipnja 2022.     | Friends Arena, Solna, Švedska           | 19.    | Švedska        | 1:0     | 2:1      | UEFA Liga nacija 2022./23. – Liga B       | [ 128 ] |
| 18. | 5. lipnja 2022.     | Friends Arena, Solna, Švedska           | 19.    | Švedska        | 2:0     | 2:1      | UEFA Liga nacija 2022./23. – Liga B       | [ 128 ] |
| 19. | 12. lipnja 2022.    | Ullevaal Stadion, Oslo, Norveška        | 21.    | Švedska        | 1:0     | 3:2      | UEFA Liga nacija 2022./23. – Liga B       | [ 129 ] |
| 20. | 12. lipnja 2022.    | Ullevaal Stadion, Oslo, Norveška        | 21.    | Švedska        | 2:0     | 3:2      | UEFA Liga nacija 2022./23. – Liga B       | [ 129 ] |
| 21. | 24. rujna 2022.     | Stadion Stožice, Ljubljana, Slovenija   | 22.    | Slovenija      | 1:0     | 1:2      | UEFA Liga nacija 2022./23. – Liga B       | [ 130 ] |
| 22. | 17. lipnja 2023.    | Ullevaal Stadion, Oslo, Norveška        | 24.    | Škotska        | 1:0     | 1:2      | Kvalifikacije za Europsko prvenstvo 2024. | [ 131 ] |
| 23. | 20. lipnja 2023.    | Ullevaal Stadion, Oslo, Norveška        | 25.    | Cipar          | 2:0     | 3:1      | Kvalifikacije za Europsko prventsvo 2024. | [ 132 ] |
| 24. | 20. lipnja 2023.    | Ullevaal Stadion, Oslo, Norveška        | 25.    | Cipar          | 3:0     | 3:1      | Kvalifikacije za Europsko prventsvo 2024. | [ 132 ] |

## Priznanja

### Individualna
- Europska Zlatna kopačka: 2022./23.[94]
- Proboj godine Eliteseriena: 2018.[19]
- Austrijski nogometaš godine: 2019.[133]
- Igrač sezone Austrijske Bundeslige: 2019./20.[134]
- Najbolji strijelac Svjetskog prvenstva do 20 godina: 2019.[107]
- Član idealnih 11 do 24 godine UEFA Lige prvaka: 2019.[135]
- Najbolji igrač sezone Bundeslige: 2020./21.[64]
- Igrač mjeseca Bundeslige: siječanj 2020.,[136] studeni 2020.,[51] travanj 2021.,[137] kolovoz 2021.[138]
- Mladi igrač mjeseca Bundeslige: siječanj 2020., veljača 2020.[139]
- Gol mjeseca Bundeslige: rujan 2021.[140]
- Član momčadi sezone Bundeslige prema VDV-u: 2019./20.,[141] 2020./21.,[142] 2021./22.[143]
- Član momčadi sezone Bundeslige prema kickeru: 2020./21.,[144] 2021./22.[145]
- Igrač godine Engleske prema FWA-u: 2022./23.[146]
- Igrač sezone Premier lige: 2022./23.[147]
- Mladi igrač sezone Premier lige: 2022./23.[147]
- Zlatna kopačka Premier lige: 2022./23.[147]
- Igrač mjeseca Premier lige: kolovoz 2022., travanj 2023.[147]
- Igrač mjeseca Premier lige prema navijačima: kolovoz 2022.,[148] rujan 2022.,[149] prosinac 2022.[150]
- Član momčadi godine prema izboru ESM-a: 2019./20.[151]
- Član momčadi svijeta do 20 godina prema IFFHS-u: 2020.[152]
- Zlatni dječak: 2020.[153]
- Norveški nogometaš godine: 2020.,[154] 2021.,[155] 2022.[156]
- Norveški sportaš godine: 2020.[157]
- Član momčadi sezone UEFA Lige prvaka: 2020./21.,[158] 2022./23.[159]
- Napadač sezone UEFA Lige prvaka: 2020./21.[66]
- Najbolji strijelac UEFA Lige prvaka: 2020./21.[160]
- Najbolji strijelac UEFA Lige nacija: 2020./21.,[161] 2022./23.[162]
- FIFA FIFPro World11: 2021.,[163] 2022.[164]
- Član IFFHS-ove momčadi svijeta: 2022.[165]
- Igrač sezone Manchester Cityja: 2022./23.[166]

### Klupska
Red Bull Salzburg
- Austrijska Bundesliga: 2018./19., 2019./20.[114]
- Austrijski nogometni kup: 2018./19.[114]

Borussia Dortmund
- DFB-Pokal: 2020./21.[167]

Manchester City
- Premier Liga: 2022./23.[147]
- FA kup: 2022./23.[168]
- UEFA Liga prvaka: 2022./23.[169]
- UEFA Superkup: 2023.[170]

### Reprezentativna
Norveška do 17
- Syrenka kup: 2016.[171]

## Vanjske poveznice
- Profil, Borussia Dortmund
- Profil, Norveški nogometni savez
- Profil, Transfermarkt
- Erling Braut Haaland u UEFA-inim natjecanjima (arhivirane) (engl.)